# كرم نيرلو
كرم علي نيرلو، من مواليد 19 مارس 1943م، وهو لاعب كرة قدم إيراني سابق ومركزه لاعب وسط، شارك مع منتخب بلاده في دورة الألعاب الصيفية الأولمبية والتي أستضافته العاصمة اليابانية طوكيو سنة 1964م، وكانت رصيد مشاركته مع المنتخب ظهور مباراتين وتسجيل هدف وحيد.